# Миро II (граф Сердани)
Миро́ II Младший (исп. Miró II el Joven) (умер в октябре 927) — граф Сердани и Конфлана (897—927) и граф Бесалу (под именем Миро I) (между 913 и 920—927), представитель Барселонской династии.
Миро II был сыном графа Барселоны Вифреда I Волосатого и Гинидильды. Согласно завещанию Вифреда, после его гибели в 897 году владения, которыми он управлял, были разделены между его сыновьями. Миро получил графства Сердань и Конфлан, а также округа (pagus) Валеспир, Берга, Бергеда, Капси и Фенольет. Так как некоторые из сыновей Вифреда I были ещё несовершеннолетними, первое время реальное управление всеми графствами находилось у Гинидильды и её старшего сына Вифреда II Борреля, однако уже вскоре все братья получили полную власть в своих владениях.
Продолжая политику отца, Миро II вёл заселение пустовавших районов своих графств, особое внимание уделяя развитию округа Берга, однако попытка графа заселить земли, расположенные на границе с владениями мусульман, окончилась неудачей. Также Миро оказывал покровительство церквям и монастырям: сохранилось несколько дарственных хартий графа в пользу монастырей, а в 907 году состоялось освящение сразу трёх церквей, перестроенных и расширенных Миро за свой счёт.
В 911 году умер граф Барселоны Вифред II Боррель, наследником которого стал самый младший из сыновей Вифреда Волосатого, Сунийе I. По праву старшинства Миро II предъявил свои претензии на обладание Барселоной и согласился признать Сунийе графом только после того, как тот передал ему округ Рипольес, составлявший бо́льшую часть графства Осона. Это позволило графу Сердани претендовать на всё это владение, о чём свидетельствует используемый Миро II в одной из хартий 913 года титул граф Осоны. Вскоре после этого между графами Сердани и Барселоны произошёл новый конфликт, связанный с желанием обоих овладеть наследством их дяди, графа Бесалу Радульфо, умершего между 913 и 920 годом. Сначала Бесалу было занято Сунийе I и в качестве округа воссоединено с графством Жерона, однако затем под угрозой войны граф Сунийе должен был передать Бесалу графу Сердани, получив взамен от Миро клятву в том, что тот отказывается от любых притязаний на графство Барселона. В дальнейшем отношения между Миро II и Сунийе I носили дружественный характер.

Каталонские графства в IX—XII веках

Граф Миро II скончался в октябре 927 года и был похоронен в монастыре Санта-Мария-де-Риполь. Его владения были разделены между его старшими сыновьями, из-за малолетства которых управление всеми графствами было возложено на их мать Аву и на графа Барселоны Сунийе I, как ближайшего родственника умершего.
Миро II был женат на Аве из Рибагорсы (умерла около 955 или 26 февраля 961). Детьми от этого брака были:
- Сунифред II (умер в 968) — граф Сердани и Конфлана (927—968), граф Бесалу (957—965)
- Вифред II (умер в ноябре или декабре 957) — граф Бесалу (927—957)
- Олиба Кабрета (умер в 990) — граф Сердани и Конфлана (968—988) и граф Бесалу (984—988), затем монах в монастыре Монтекассино
- Миро III Бонфиль (умер в 984) — граф Бесалу (965—984), граф-соправитель Сердани и Конфлана (968—984),епископ Жироны[англ.] (970—984).

Кроме того у Миро II были ещё внебрачные дети от связи с Вигилией (или Виргилией) (умерла в 957), дочерью графа Ампурьяса Делы:
- Гискафредо (упоминается 13 июня 921)
- Гилинда (упоминается 13 июня 921)
- Киксилона (упоминается в 995) — жена Ахальберто
- Готруда[кат.][1] (умерла около 956/963) — жена графа Пальярса Лопе I[англ.]
- Сисенанда (упоминается 13 июня 921).